# Cattedrale di Teano
La cattedrale di San Clemente è il principale luogo di culto cattolico di Teano, in provincia di Caserta, sede vescovile della diocesi di Teano-Calvi.

## Storia
La cattedrale, dedicata in origine a San Terenziano, venne in seguito intitolata a San Giovanni, tuttavia su di essa insiste la parrocchia di San Clemente. La costruzione ebbe inizio nel 1050 ad opera del vescovo Guglielmo, per sostituire la vecchia cattedrale di San Paride ad Fontem, posta al di fuori delle mura cittadine. I lavori furono completati nel 1116 ad opera del vescovo Pandulfo.
L'edificio presenta una struttura basilicale suddivisa in tre navate da due file di colonne. Nel 1608 fu danneggiato al suo interno da un incendio che distrusse quasi completamente l'ambone cosmatesco, successivamente ricomposto utilizzando i resti del precedente integrati con le lastre marmoree di un monumento sepolcrale trecentesco già presente nella chiesa e posizionato su colonne tortili, due delle quali poggiate su leoni stilofori.
Nel corso del '500 l'abside romanica venne modificata e in quell'occasione fu inserito nel presbiterio un prezioso coro ligneo intagliato, costruito nel 1539 dal benedettino Antonio Maria Sertorio. Il coro subì due restauri, il primo nel '600 ed il secondo nel 1957, in seguito ai danni subiti durante la seconda guerra mondiale.
L'intera cattedrale è stata completamente ricostruita dopo la seconda guerra mondiale e dell'impianto originario resta solo il campanile, risalente ad interventi dei secoli XV e XVI. Nel 1960 venne realizzato l'organo a canne dalla ditta Mascioni (opus 773).